# Hydrophis pacificus
Hydrophis pacificus är en ormart som beskrevs av Boulenger 1896. Hydrophis pacificus ingår i släktet Hydrophis och familjen giftsnokar och underfamiljen havsormar. Inga underarter finns listade i Catalogue of Life.
Denna orm förekommer i havet vid norra Australien och södra Nya Guinea. Den kan dyka till ett djup av 50 meter. Arten besöker även mynningar av angränsande floder. Den har fiskar som föda. Hydrophis pacificus lever uppskattningsvis 12 år. Honor lägger inga ägg utan föder levande ungar. Ormen bett är giftigt.
Flera exemplar dödas som bifångst under fiske. Enligt uppskattningar minskade hela populationen med 20 procent under de gångna 25 åren (räknad från 2009). IUCN kategoriserar arten globalt som nära hotad.